# 亨利王子 (帕尔马)
恩里克·卡洛·路易吉·喬吉歐（義大利語：Enrico Carlo Luigi Giorgio；1851年2月12日—1905年4月14日），出生于帕尔马。巴迪伯爵，是波旁王室成員，是帕爾馬及皮亞琴察公爵卡洛三世的次子。